# Ulica Henryka Kamieńskiego w Krakowie
Ulica Henryka Kamieńskiego – ulica w Krakowie, przebiegająca przez dzielnicę XIII Podgórze i dzielnicę XI Podgórze Duchackie. Jest częścią II obwodnicy. Jej całkowita długość wynosi 3,2 km.

## Historia
Ulica wytyczona została w latach 50. XX wieku jako przedłużenie ulicy Marii Konopnickiej. W 1955 roku otrzymała obecną nazwę dla upamiętnienia Henryka Kamieńskiego.

## Przebieg

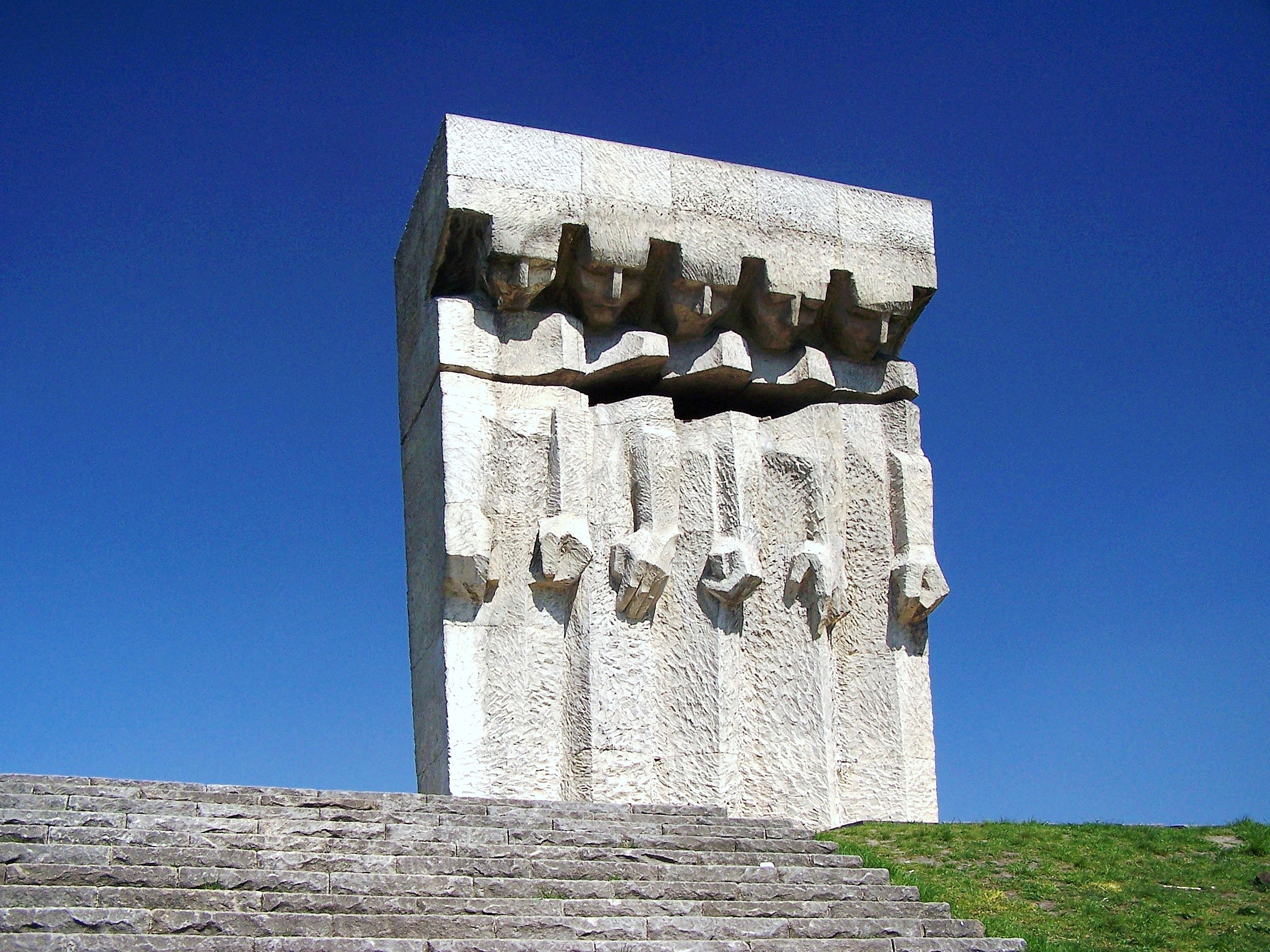
Pomnik Ofiar Faszyzmu znajdujący się przy ulicy

Swój bieg rozpoczyna na Rondzie A. Matecznego. Dalej prowadzi na południowy zachód, łącząc się bezkolizyjnym węzłem z al. Powstańców Śląskich i ul. Tischnera, następnie biegnie na południe od terenów byłego obozu KL Plaszow i obok Bonarka City Center. Kończy się na skrzyżowaniu z ulicami Wielicką i Nowosądecką. 
W sąsiedztwie ulicy znajdują się rezerwat przyrody Bonarka i Pomnik Ofiar Faszyzmu.

### Komunikacja miejska
W ciągu ulicy znajdują się następujące przystanki autobusowe:
- Rondo Matecznego
- Kamieńskiego Wiadukt n/ż
- Bonarka
- Kamieńskiego
- Makowa
- Malborska